# Dragutin Hirc
Dragutin (Adolf) Hirc (Hirtz; Zagreb, 6. travnja 1853. – Zagreb, 1. svibnja 1921.), hrvatski učitelj, prirodoslovac, planinar, botaničar (florist) i putopisac.

## Životopis
Dragutin Hirc rodio se je u Zagrebu 6. travnja 1853. Njegov je otac Franjo bio tapetar, a majka Ana, rođena Valenek, bila je domaćica. Djed Mirko Valenek imao je plemićku titulu i bio je fresko-slikar. U Zagrebu je završio osnovnu, srednju i Učiteljsku školu. Godine 1873. počeo je raditi kao učitelj u Lukovdolu kraj Severina na Kupi. Dvije godine poslije radio je kao učitelj na Građanskoj školi u Sisku, a 1877. preselio se u Bakar. Poslije je radio u Lepoglavi, Osijeku i Zagrebu. U Lepoglavi je radio kao kućni učitelj u kr. zemaljskoj kaznionici. Iz tog je životnoga iskustva nastala knjiga Slike iz kažnjeničkog života. Zbog političkih prilika Hirc je 1891. izgubio državnu službu. Jedno je vrijeme radio kao perovođa Jubilarne gospodarske-šumarske izložbe na kojoj je s Ljudevitom Vukotinovićem i Franom Kuraltom organizirao sve izložbene poslove. Uspjeh izložbe bio je velik, a Hirc je odlikovan velikom izložbenom kolajnom te je primio svjedodžbu priznanicu. Godine 1892. u Grazu je upisao studij zoologije koju je i diplomirao 1896. Nakon studija vraća se u Zagreb gdje se zaposlio u Botaničko-fiziološkom zavodu Sveučilišta u Zagrebu. Godine 1901. imenovan je pristavom (savjetnik) u Sveučilišnoj knjižnici u Zagrebu, a godine 1908. imenovan je glavnim učiteljem zagrebačke Muške učiteljske škole i botaničarom u Botaničko-fiziološkom zavodu. Na tom je mjestu ostao do mirovine, 1918. Sa suprugom Sofijom, rođ. Bival imao je 16-ero djece:  Ivka, Terezija, Dragutin, Miroslav (zoolog, ornitolog, pjesnik), Ljubica, Dragica, Danica, Božidar (učitelj), Milivoj, Josip i Josipa, August, Zornica, Cvietoslava, Branislava i Perunika.

## Botaničar i zoolog
Sustavno je istraživao faunu mekušaca istarsko-kvarnerskoga krša. Sabrao je vrijednu zbirku mekušaca (sada u Zoološkom muzeju u Zagrebu). Ipak njegove su najveće zasluge povezane uz razvoj hrvatske botanike. Izradio je, dotada, najveći herbarij hrvatskoga bilja s više od 100 fascikala što ga je kasnije darovao Medicinskom fakultetu. U njemu je skupio više od nekoliko tisuća primjeraka bilja iz svih krajeva Hrvatske, Slavonije i Dalmacije. Tadašnja Zemaljska vlada odredila je da njegov herbarij zauvijek mora nositi ime Herbarium Croatium Hircianum. Dragutin Hirc bio je suradnik na međunarodnom projektu Synopsis der mitteleuropäischen Flora za hrvatsku floru. Radovi su tiskani u Leipzingu 1896. pod uredništvom Paula Ascherson prof. botanike na Sveučilištu u Beču. Godine 1886. u Berlinu je objavio rad Über Coronilla emeroide te postao pravi član udruženja Deutsche botanische Gesellschaft. Zbog brojnih zooloških radova, imenovan je članom Kraljevskog zoološko-botaničkog društva u Beču. Od 1903. do 1912. Hirc je radio na svom kapitalnom djelu Revizija hrvatske flore, koji nije dovršio. U tome je djelu obradio 116 porodica, 520 rodova i više od 2700 biljaka. S Hinkom Hranilovićem pokrenuo je i od 1900. do 1904. uređivao 15 svezaka Zemljopisa Hrvatske. Godine 1905. uredio je Prirodni zemljopis Hrvatske.

## Planinar
Bavio se i planinarenjem. O svojim je putovanjima vodio dnevnik Moji puti. Bio je član Hrvatskoga planinarskog društva (1883.); 1898. pokrenuo je glasilo 'Hrvatski planinar' koji je uređivao do 1903.  Važno mjesto zauzima i u povijesti speleologije. U svojim je tekstovima prvi upotrijebio riječ špiljarstvo. Istraživao je špilje, opisivao ih, evidentirao, a kada je mislio da riječima ne može dovoljno dobro izraziti ono što vidi, svoje bi suputnike zamolio da to nacrtaju. Tako većina njegovih značajnijih putopisnih djela ima crteže i kasnije fotografije. Njegovom je zaslugom objavljen prvi crtež unutrašnjosti jedne špilje u Hrvatskoj (izuzimajući uljenu sliku Modre špilje Eugena von Ransonneta 1890., osvijetljenu danjim svjetlom). Slika je objavljena u knjizi Gorski kotar (Zagreb, 1898.) a prikazuje dvojicu istraživača u špilji Hajdovoj hiži u Gorskom kotaru. Sliku je naslikao akademski slikar Vaclav Anderle 14. svibnja 1885. koji je ilustrirao i većinu Hirčevih djela. Posebnost je te slike što su na njoj prvi put u Hrvatskoj prikazane sige i oprema kojom su se koristili tadašnji istraživači.
U njegovu je čast nekoliko biljnih i životinjskih vrsta nazvano njegovim imenom – Erigereon hircianus, Amnicola Hircii, Helix hircii, Rosa hirciana, Quercus hircii, Campanula hirciana (Lj. Vukotinović posvećuje mu posljednje dvije biljke) te planinarska kuća na Bijelim stijenama.

## Sakupljač narodnoga blaga
Bavio se i proučavanjem narodnoga jezika, bilježio je i sakupljao narodno blago svake vrste: od narodnih običaja do nazivlja. Akademiji znanosti ustupio je zbirku od nekoliko tisuća novih riječi, koje su ušle u veliki Akademijin rječnik. Matica hrvatska preuzela je od njega preko dvadeset tisuća narodnih stihova iz bihaćke krajine.

## Djela
Od godine 1882. napisao je Hirc i objavio, osim knjiga, 1027 radnji: 74 iz pedagogije, 247 iz zemljopisa, 151 iz botanike, 116 iz zoologije, 191 iz planinarstva. 54 životopisa i nekrologa, 25 iz geologije i mineralogije, 53 iz gospodarstva, 63 književne kritike 63, 44 članka za mladež, 9 radova iz folklora. Osim svega toga Hirc je iza sebe ostavio veliku književnu ostavštinu, što dovršenih što fragmentarnih radova. „Jednu bi bibliografičnu monografiju trebalo napisati, da se iscrpe samo naslovi njegovih književnih radnja. Hirc je pisao u svim hrvatskim časopisima i novinama, u mnogim dnevnicima bijaše gotovo stalni feljtonista. Kao učenjak-prirodoslovac Hirc je pisao u svim našim časopisima.“
Objavljena djela: Putopisi, Bakar 1878., Slike iz hrvatske cvjetane, Zagreb 1880., Hrvatsko primorje, Zagreb 1891. (pretisak Rijeka 1993. i 1996), Lijepa naša domovina, 1-2, Zagreb 1891-1893., Vodič kroz grad Zagreb, zagrebačku okolinu i jubilarnu izložbu, Zagreb 1891., Gorski kotar, Zagreb 1898. (pretisak Rijeka 1993. i 1996), Lika i Plitvička jezera, Zagreb 1900. (pretisak Rijeka 1996), Zemljopisni i narodnopisni opis kraljevina Hrvatske, Slavonije i Dalmacije (suautor), Zagreb 1900., Prirodni zemljopis Hrvatske (suautor), Zagreb 1905., Proljetna flora otoka Raba, Zagreb 1913., Iz života i književnog rada, Zagreb 1916., Stari Zagreb –Gradec i Grič, 2008.
- —. 1903. Revizija hrvatske flore (Revisio florae croaticae). Rad Jugoslavenske akademije znanosti i umjetnosti. Matematičko-prirodoslovni razred. 34: 49–158
- —. 1904. Revizija hrvatske flore (Revisio florae croaticae). Rad Jugoslavenske akademije znanosti i umjetnosti. Matematičko-prirodoslovni razred. 35: 171–221
- —. 1905. Revizija hrvatske flore (Revisio florae croaticae). Rad Jugoslavenske akademije znanosti i umjetnosti. Matematičko-prirodoslovni razred. 36: 85–165
- —. 1905. Revizija hrvatske flore (Revisio florae croaticae). Rad Jugoslavenske akademije znanosti i umjetnosti. Matematičko-prirodoslovni razred. 37: 145–239
- —. 1906. Revizija hrvatske flore (Revisio florae croaticae). Rad Jugoslavenske akademije znanosti i umjetnosti. Matematičko-prirodoslovni razred. 40: 8–128
- —. 1907. Revizija hrvatske flore (Revisio florae croaticae). Rad Jugoslavenske akademije znanosti i umjetnosti. Matematičko-prirodoslovni razred. 41: 55–109
- —. 1908. Revizija hrvatske flore (Revisio florae croaticae). Rad Jugoslavenske akademije znanosti i umjetnosti. Matematičko-prirodoslovni razred. 43: 38–136
- —. 1909. Revizija hrvatske flore (Revisio florae croaticae). Rad Jugoslavenske akademije znanosti i umjetnosti. Matematičko-prirodoslovni razred. 46: 1–62
- —. 1910. Revizija hrvatske flore (Revisio florae croaticae). Rad Jugoslavenske akademije znanosti i umjetnosti. Matematičko-prirodoslovni razred. 47: 1–52
- —. 1910. Revizija hrvatske flore (Revisio florae croaticae). Rad Jugoslavenske akademije znanosti i umjetnosti. Matematičko-prirodoslovni razred. 48: 1–82
- —. 1912. Revizija hrvatske flore (Revisio florae croaticae). Rad Jugoslavenske akademije znanosti i umjetnosti. Matematičko-prirodoslovni razred. 51: 170–275
- —. 1917. Florističke studije po Hrvatskom Zagorju. Prirodoslovna istraživanja Hrvatske i Slavonije (11–12): 62–116